# Gulella puzeyi
Gulella puzeyi е вид коремоного от семейство Streptaxidae. Видът е критично застрашен от изчезване.

## Разпространение
Разпространен е в Южна Африка (Източен Кейп).